# Бугайко Тетяна Федорівна
Тетя́на Фе́дорівна Буга́йко (* 25 червня 1898, Єреван — † 25 жовтня 1972, Київ) — український літературознавець, педагог, 1940 — заслужений учитель УРСР, 1957 — доктор педагогічних наук, 1958 — професор.

## Життєпис
Тетяна Бугайко народилася 25 червня 1898 року в Єревані. У 1915 році успішно закінчила гімназію та вступила на історико-філософський факультет Московських вищих жіночих курсів. В 1917 році вона повертається на Сумщину і влаштовується вчителькою підготовчого класу Роменського реального училища.
З 1925 року викладала українську мову та літературу в Роменській середній школі. 1931 року без відриву від роботи закінчила Полтавський інститут соціального виховання, 1935 — Ніжинський педагогічний інститут.
З 1936 року працює науковим співробітником Українського науково-дослідного інституту педагогіки.
Викладає у Київському педагогічному інституті з 1939 року і за сумісництвом — у середній школі № 59.
Працюючи в Українському науково-дослідному інституті, Тетяна Федорівна в 1946 році успішно захистила кандидатську дисертацію.
Одночасно в 1951—1954 роках працює головним редактором журналу «Література в школі» (надалі «Дивослово»), редактором республіканського науково-методичного збірника «Методика викладання літератури».
У 1957 році їй був присуджений науковий ступінь доктора педагогічних наук, а наступного року — звання професора.
З 1957 року завідує кафедрою методики мови і літератури Київського педагогічного інституту ім. О. М. Горького.

## Доробок
Є авторкою більше 200 наукових праць, котрі стосуються методики викладання літератури в середній школі, також підручники та хрестоматії для учнів, навчальні посібники для вчителів. Серед її праць:
- 1950 — «Методика викладання української літератури в 5-7 класах»,
- 1955 — «Українська література в середній школі. Курс методики»,
- 1963 — «Майстерність учителя-словесника»,
- 1968 — «Олесь Гончар в школі»,
- 1973 — «Навчання і виховання засобами літератури», всі у співавторстві з Федором Федоровичем Бугайком.

В царині шевченкознавства:
- упорядкувала хрестоматію з української літератури для 7 класу, витримала дев'ять видань — в 1940—1952 роках,
- 1939 — навчальний посібник «Вивчення творів Т. Г. Шевченка в середній школі»,
- 1951 — «Основні проблеми вивчення творчості Т.Шевченка в середній школі»,
- займалася розробкою завдань з творчості Шевченка для учнів заочної середньої школи,
- 1968 — стаття «Тарас Шевченко виховує радянську молодь».

## Нагороди
- Почесний залізничник (1944)
- Заслужений вчитель Української РСР (1944)
- Медаль «За доблесну працю у Великій Вітчизняній війні 1941—1945 рр.» (1946)
- Відмінник народної освіти (1958)
- Орден Леніна (1961)
- Медаль «А. С. Макаренка» (1967)
- Медаль «В ознаменування 100-річчя з дня народження Володимира Ілліча Леніна» (1970)